# Caledonia n.º 99
Caledonia n.º 99 es un municipio rural canadiense situado en la provincia de Saskatchewan.

## Superficie
Caledonia n.º 99 tiene una superficie de 846,76 km².

## Demografía
En 2021, tenía 225 habitantes, una densidad poblacional de 0,3 hab./km², y 114 viviendas.